# Église Notre-Dame de Bretteville-sur-Odon
Pour les articles homonymes, voir Église Notre-Dame.
L'église Notre-Dame est une église catholique du XIVe siècle en ruine située à Bretteville-sur-Odon, en France.

## Localisation
L'église est située dans le département français du Calvados, au sud de la commune de Bretteville-sur-Odon. Elle est située sur la rive nord du Petit Odon, à environ 650 m à l'est du domaine de la Baronnie.

## Historique
Le clocher en bâtière, seule partie de l'édifice préservée, est inscrit au titre des monuments historiques depuis le 16 mai 1927.